# Daniel Pinchbeck
Daniel Pinchbeck (15 de junio de 1966) es un  escritor y psiconauta estadounidense. Es ensayista y columnista y escribe artículos en diferentes periódicos y revistas en línea. En sus escritos aborda temas como el uso de sustancias enteógenas, mayanismo, filosofía, ecología y tecnología. 
Su padre fue el pintor abstracto Peter Pinchbeck y su madre la escritora beat Joyce Johnson, que salió con Jack Kerouac. Vive en el East Village neoyorquino. 

## Obras
- Breaking Open the Head: A Psychedelic Journey into the Heart of Contemporary Shamanism (Primera edición). Nueva York: Broadway Books. 2002. ISBN 978-0-767-90742-2.
- Jeff Koons Andy Warhol: Flowers. Nueva York: Gagosian Gallery. 2002. ISBN 978-1-880-15485-4.
- 2012: The Return of Quetzalcoatl. Nueva York: Jeremy P. Tarcher/Penguin. 2006. ISBN 978-1-585-42592-1.
- Pinchbeck, Daniel; Jordan, Ken, eds. (2009). Toward 2012: Perspectives on the Next Age. Nueva York: Jeremy P. Tarcher/Penguin. ISBN 978-1-585-42700-0.
- Notes from the Edge Times. Nueva York: Jeremy P. Tarcher/Penguin. 2010. ISBN 978-1-585-42837-3.